# Himmelen er mit tag
Himmelen er mit tag er en dansk dokumentarfilm fra 2000 med instruktion og manuskript af Jenö Farkas og Fritz Hartz.

## Handling
Uffe har levet på gaden i København i over 20 år. Sommer og vinter traver han rundt med sin overlæssede indkøbsvogn og tjener til dagen og vejen ved at samle flasker. Langsomt har to filmfolk opbygget et tillidsfuldt forhold til Uffe, og da et klassebillede fra Uffes skoletid dukker op, begynder filmfolkene at researche i Uffes baggrund og konfrontere Uffe med det, de finder. I over et år var filmfolkene sammen med Uffe, og i den periode vender Uffe tilbage til livet. Et portræt af et menneske, for hvem et eller andet pludseligt går galt. Og en beskrivelse af en udvikling, fra bunden og op.